# Eupithecia spenceata
Eupithecia spenceata är en fjärilsart som beskrevs av Samuel E. Cassino 1927. Eupithecia spenceata ingår i släktet Eupithecia och familjen mätare. Inga underarter finns listade i Catalogue of Life.